# Lygocoris invitus
Lygocoris invitus är en insektsart som först beskrevs av Thomas Say 1832.  Lygocoris invitus ingår i släktet Lygocoris och familjen ängsskinnbaggar. Inga underarter finns listade i Catalogue of Life.